# Pasażer 57
Pasażer 57 (ang. Passenger 57) – amerykański film sensacyjny z 1992 roku w reżyserii Kevina Hooksa. Wyprodukowany przez Warner Bros. Pictures.

## Opis fabuły
Terrorysta Charles Rane (Bruce Payne) odznacza się wyjątkową bezwzględnością w działaniu, słynie też z inteligencji i przebiegłości. Kilkakrotnie porywał już samoloty i teraz jest eskortowany z Florydy do Los Angeles, gdzie ma się odbyć jego proces. Przejmuje kontrolę nad maszyną. Zbieg okoliczności sprawia, że tym samym samolotem leci John Cutter (Wesley Snipes), jeden z najlepiej wyszkolonych antyterrorystów na świecie. Rozpoczyna się zacięty pojedynek. Od tego, kto wygra, zależy los pasażerów.

## Obsada
- Wesley Snipes jako John Cutter
- Bruce Payne jako Charles Rane
- Tom Sizemore jako Sly Delvecchio
- Alex Datcher jako Marti Slayton
- Bruce Greenwood jako Stuart Ramsey
- Robert Hooks jako Dwight Henderson
- Elizabeth Hurley jako Sabrina Ritchie
- Michael Horse jako Forget
- Marc Macaulay jako Vincent
- Ernie Lively jako szef Biggs
- Duchess Tomasello jako pani Edwards
- William Edward Roberts jako Matthew

i inni